# Lipothymus
Lipothymus is een geslacht van vliesvleugeligen uit de familie Pteromalidae. De wetenschappelijke naam van dit geslacht is voor het eerst geldig gepubliceerd in 1922 door Grandi.

## Soorten
Het geslacht Lipothymus omvat de volgende soorten:
- Lipothymus grandii Wiebes, 1967
- Lipothymus panchoi Wiebes, 1974
- Lipothymus sumatranus Grandi, 1922
- Lipothymus sundaicus Wiebes, 1967